# Eurimede
Eurimede (in greco antico: Εὐρυμήδη?, Eurümḕdē) o Eurinome (in greco antico: Εὐρυνόμη?, Eurünòmē), è un personaggio della mitologia greca. Fu una principessa di Megara.

## Genealogia
Figlia di Niso e Abrota, sposò Glauco. 

Fu madre di Ipponoo (più conosciuto come Bellerofonte) avuto da Poseidone o dal marito Glauco e di Deliade (conosciuto anche come Alcimene o Peirene).

## Mitologia
Donna saggia e di grande bellezza, imparò da Atena le arti della sapienza e del combattimento. Glauco le si propose come sposo ma Zeus stabilì che da lui non avrebbe mai potuto avere figli ed è per questo che (secondo Esiodo) Bellerofonte è figlio di Poseidone.